# Claudy Huart
Pour les articles homonymes, voir Huart.
Claudy Huart né à Péruwelz le 22 juillet 1946 est un homme politique belge, membre du Mouvement réformateur.
Il est assistant à l'administration de la TVA au ministère des Finances (1967-); à seize ans, il intègre la Jeune Garde libérale de Péruwelz; trésorier puis président des Jeunes libéraux locaux (1979); il rejoint le cabinet de Robert Henrion, ensuite de Paul Hatry, ministres des Finances, début 1980 et celui d'André Bertouille, secrétaire d’État wallon (18 mai-7 octobre 1980); attaché de Cabinet auprès d'André Bertouille à l’Éducation nationale (1983-1985), puis de François-Xavier de Donnea, à la Défense nationale (1985-1988).

## Carrière politique
- conseiller communal de Péruwelz (1983-)
  - échevin des Finances (1983-1988)
  - bourgmestre (1995-2000)
- député wallon (2000-2004) remplaçant Jean-Pierre Dauby(†)